# Guerra Civil Inglesa
A Guerra Civil Inglesa, que aconteceu durante a Revolução Inglesa, foi uma guerra civil entre os partidários do rei Carlos I da Inglaterra e do Parlamento, liderado por Oliver Cromwell. Começou em 1642 e acabou com a condenação à morte de Carlos I, em 1649.
Antes da revolução, o poder do rei era absolutista, uma vez que contestá-lo era um sacrilégio. Depois dela, o poder real viu-se reduzido, pois o monarca continuou a reinar, mas não mais governa. O governo passou a ser exercido pelo Primeiro-Ministro, através do parlamento.

## Antecedentes
Antes da guerra civil, o parlamento não era um órgão permanente da política inglesa, mas uma assembleia temporária e aconselhadora. O monarca inglês podia ordenar a sua dissolução. O parlamento era composto por representantes da pequena nobreza e tinha o cargo de recolher os impostos e taxas do rei. O rei recebia os avisos do parlamento por intermédio dos chamados Bill of Rights (Declaração de Direitos), todavia o rei não tinha obrigação de segui-los.

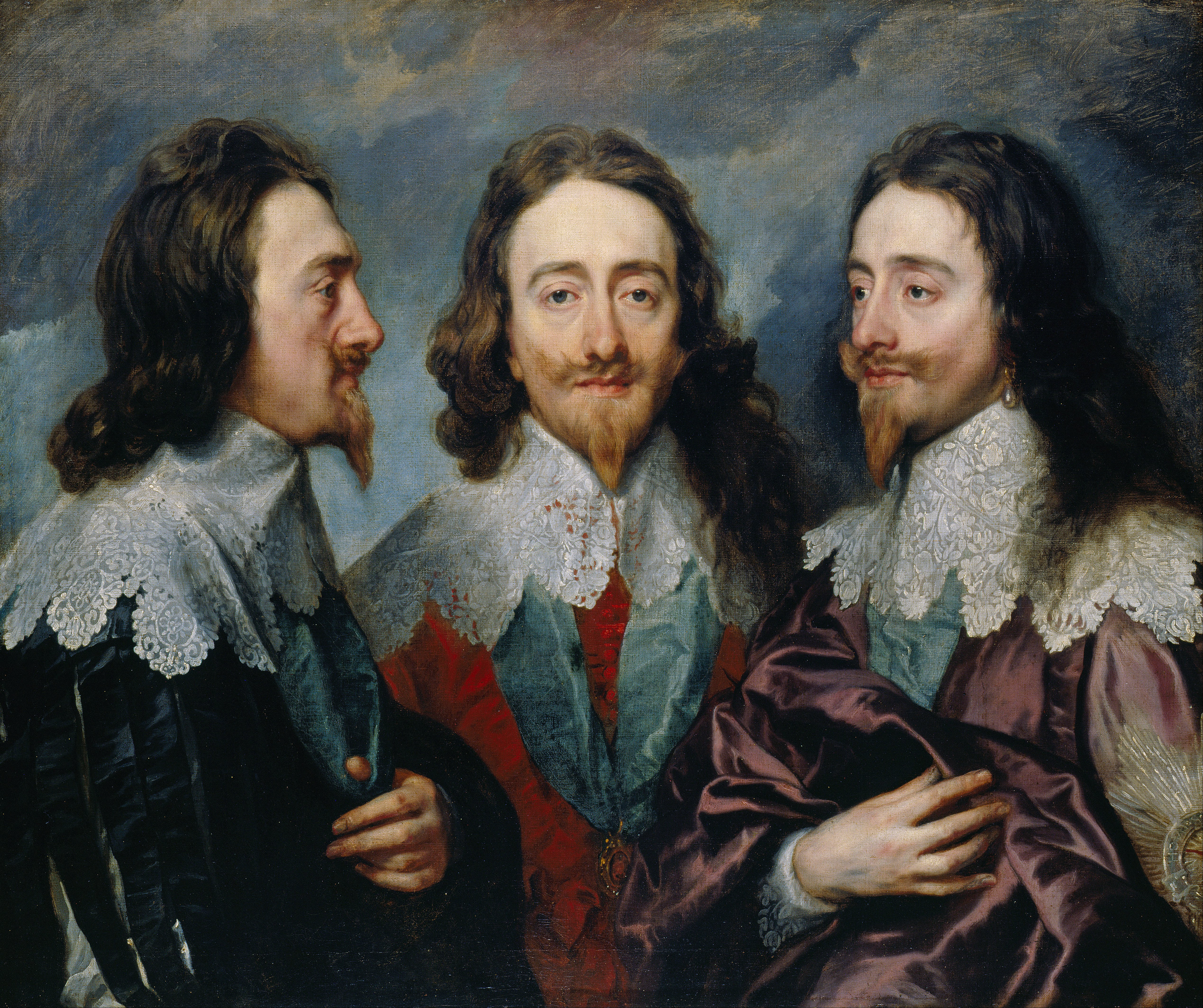
Carlos I, rei de Inglaterra, por Antoon van Dyck

### Primeiras preocupações
Pouco depois de subir ao trono em 1625, Carlos I casou-se com a princesa francesa e católica Henriqueta Maria, ato que contrariou a poderosa minoria puritana que representava um terço do Parlamento. A participação nas guerras europeias do século XVII agravou as divergências entre o rei e os parlamentares. Consideradas como cruzadas católicas, Carlos I da Inglaterra mandou como comandante um dos seus favoritos, Jorge Villiers, primeiro duque de Buckingham. Desde o reinado de Jaime, o Parlamento desconfiava de Buckingham e pediu que caso ele não alcançasse seus objetivos, fosse-lhe retirado o comando das forças. Depois da desastrosa derrota na França, o parlamento demitiu Buckingham do seu cargo em 1626. Carlos I, furioso, considerando esta decisão como um insulto pessoal, dissolveu o Parlamento o qual julgou "incompetente".

### Petição dos direitos
Um novo parlamento foi reunido em março de 1628. Foi o terceiro parlamento do reinado de Carlos I. Oliver Cromwell foi um dos eleitos. Em junho, o parlamento aprovou a petição dos direitos que exigiu:
- O fim das detenções arbitrárias;
- O consentimento do parlamento para todos os impostos;
- A proibição do aboleto de militares em casas privadas;
- A proibição da lei marcial em tempo de paz.

Todavia, Carlos I tentou descobrir outros meios para recolher novas receitas. Uma das medidas mais controversas foi a extensão do imposto ship money cobrado nos portos à totalidade no país. O imposto não havia sido aprovado pelo parlamento.
A prisão de Sir John Eliot (um dos inspiradores da petição dos direitos) e de oito outros membros do parlamento depois da descoberta de que os mesmos não pagaram este imposto indignou o país.

### A tirania dos onze anos
Durante uma década, Carlos I da Inglaterra reinou sem parlamento. Essa política revelou-se desastrosa, particularmente quando foi declarada a Guerra dos bispos entre 1639 e 1640 contra os escoceses.
Carlos I, aconselhado pelo arcebispo de Canterbury, William Laud, defendeu a ideia de uma Igreja da Inglaterra mais pomposa e cerimoniosa. Os puritanos acusaram Laud de tentar reintroduzir o catolicismo. Face às críticas, Laud mandou prender e torturar seus opositores. Em 1637, John Bastwick, Henry Burton e William Prynne tiveram suas orelhas cortadas por terem escrito panfletos contra as opiniões de Laud — sentença rara para homens deste nível social e que provocou mais rancor.
Laud e Carlos I acreditavam que o primeiro passo para a unificação da Escócia e da Inglaterra seria introduzir um livro comum de orações. Em 1638, os escoceses reagiram de maneira brutal e expulsaram os bispos das igrejas da Escócia. Um ano depois, o rei enviou tropas para controlar os rebeldes. Sem sucesso, concordou em assinar a pacificação de Berwick e foi humilhado quando aceitou não interferir na religião na Escócia, e também pagar reparações de guerra.

### O curto parlamento

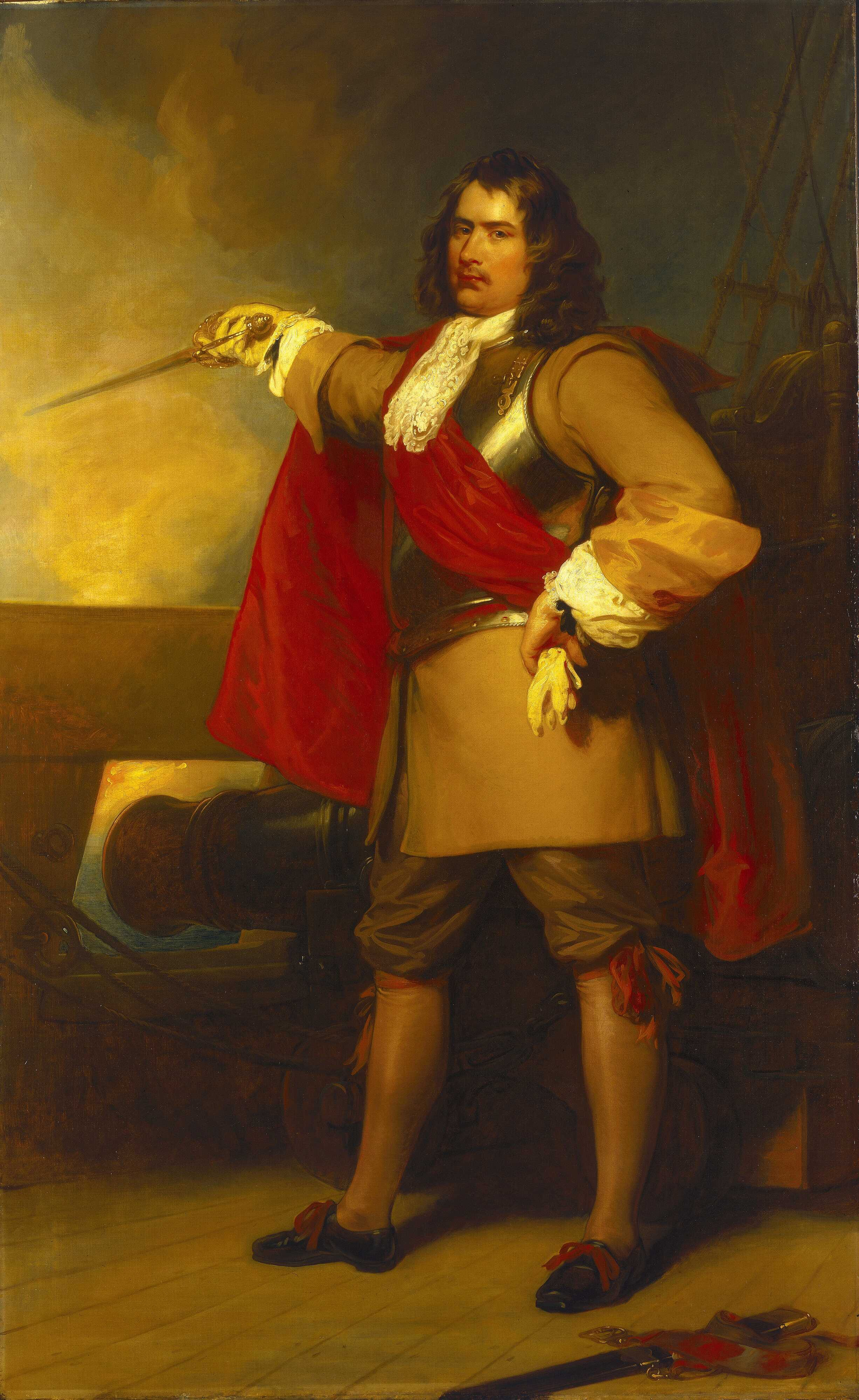
Robert Blake, Almirante, 1599–1657 por Henry Perronet Briggs, pintado em 1829

Carlos I, sem fundos e desejando acabar com a rebelião no norte, convocou um novo parlamento em 1640. Um dos seus membros foi Robert Blake. Mas, pouco depois, o parlamento foi novamente dissolvido porque recusou aprovar novos subsídios. O apelido "Parlamento curto" ficou para designar este episódio. O rei atacou a Escócia e mais uma vez foi derrotado. Northumberland e Durham passaram a ser territórios escoceses. É o fim da Segunda guerra dos bispos.

### O longo parlamento
Carlos I convocou um novo parlamento em novembro de 1640. A Lei Trienal foi votada, o que obrigou a convocação de um Parlamento todos os três anos. Outras leis impediram a dissolução do parlamento pela Coroa, além de impedirem que o rei criasse novos impostos e permitir o controle de seus ministros.
Após a pacificação aparente da Irlanda durante os oito anos da administração de Thomas Wentworth, conde de Strafford, Carlos I cogitou usar um exército católico liderado por ele contra os escoceses. Simplesmente imaginar tropas católicas contra a Escócia era um insulto feito aos parlamentares. Em 1641, Strafford é preso na Torre de Londres. O rei se recusa assinar a ordem de execução. Todavia, Thomas Wentworth, pensando salvar o país de uma guerra iminente, pediu ao rei para assassiná-lo. Strafford foi executado em 12 de maio de 1641.
O efeito da morte de Strafford foi contrário ao esperado. Os católicos ingleses atacaram primeiro, temendo o regresso de um poder protestante. Os rumores diziam que Carlos I apoiava os irlandeses. Em 4 de janeiro de 1642, a tentativa de aprisionar cinco membros do parlamento (John Hampden, John Pym, Arthur Haselrig, Denzil Holles e William Strode) por traição falhou.

## Primeira Guerra Civil

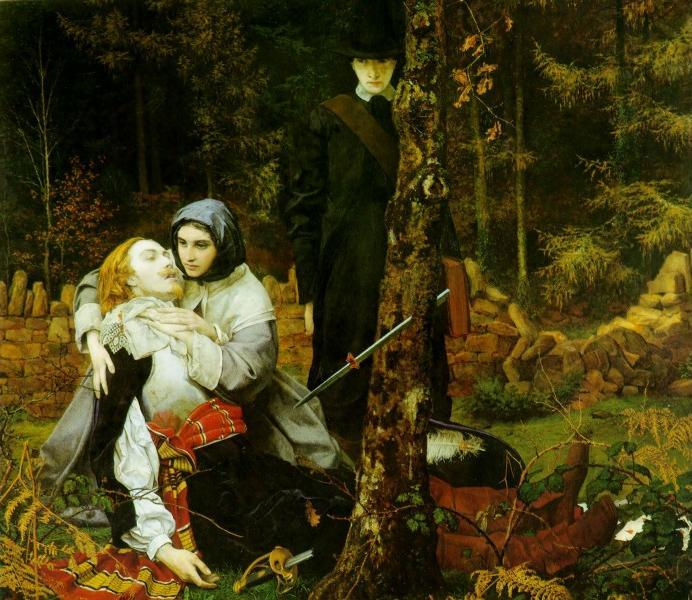
Alegoria da Guerra Civil Inglesa por William Shakespeare Burton

O parlamento reuniu as tropas lideradas por Robert Devereux, 3.° Conde de Essex, com o objetivo de defender a Escócia e impedir o regresso do monarca ao poder. Carlos I da Inglaterra escapou de Londres e reuniu tropas em agosto em Nottingham.
No início do conflito, a Marinha Real Britânica e a maioria das cidades inglesas apoiaram o parlamento, o rei encontrou partidários nas zonas rurais; porém, a maior parte do país se encontrava neutra. Cada adversário conseguiu juntar 15 mil homens. Os defensores do rei combateram para uma Igreja e um poder tradicional. Os partidários do Parlamento defenderam reformas na religião, na política econômica e na repartição dos poderes.
O parlamento tinha a vantagem de ter ao seu lado as grandes cidades que abrigavam grandes arsenais como Londres e Kingston upon Hull. A primeira batalha foi uma vitória do parlamento em Hull em julho. Em seguida a batalha de Edgehill foi vencida pelos partidários do rei em 23 de outubro de 1642.
Derrotado em Turnham Green, Carlos I fugiu para Oxford, sua principal base para o resto da guerra. Em 1643, os monarquistas venceram as batalhas de  Adwalton Moor, Lansdowne, Roundway Down e controlaram Yorkshire e Bristol. Entretanto, Oliver Cromwell criou os "Ironsides", que permitiram a vitória em Gainsborough em julho.
Depois da batalha de Newbury, a qual terminou sem um lado vencedor, as tropas do Parlamento venceram em Winceby, em 11 de outubro de 1643, ganhando o controle de Lincoln. Apoiadas pelos escoceses, venceram em York e Marston Moor. Cromwell, que inventou um modelo de forças armadas com mais profissionalismo, tornou-se um líder militar e político. Em 1645, todas as tropas do Parlamento adotaram esse modelo e Thomas Fairfax foi nomeado comandante, assistido por Cromwell. As vitórias de Naseby (14 de junho) e de Langport (10 de julho) destruíram as forças de Carlos I.

### Captura de Carlos I
Sem recursos, o rei buscou refúgio na Escócia em 1646. É o fim da primeira guerra civil. Preso em Holdenby House, os militares raptaram o rei, descontentes com as condições de desmobilização ordenadas pelo parlamento. Depois de três meses no palácio de Hampton Court, conseguiu escapar para a ilha de Wight, onde foi preso mais uma vez. Os militares, sempre insatisfeitos com os atrasos dos pagamentos e das condições de vida, marcharam para Londres em agosto de 1647.

## Segunda Guerra Civil
Carlos I aproveitou-se da falta de atenção sobre ele para renegociar um acordo com os escoceses, prometendo uma nova reforma da Igreja em 28 de dezembro de 1647. Este acordo foi o "estopim" ou "rastilho" do segundo conflito.
Em 1648, os partidários do rei revoltaram-se enquanto os escoceses invadiram o país. As poderosas e organizadas forças armadas inglesas foram vitoriosas. Esta rebelião de Carlos I provocou discussões no seio do Parlamento. Alguns tentaram negociar com o rei, outros questionaram a sua autoridade e legitimidade no país. As tropas, durante os eventos chamados Pride's Purge (Expurgo de Pride), nome de um dos comandantes da revolta), fizeram prisioneiros 45 parlamentares, 146 expulsos. Só 75 membros do parlamento foram autorizados a se reunir. Eles organizaram um tribunal que julgou e condenou Carlos I.

### Processo de Carlos I por traição
Depois de algumas dificuldades para encontrar juízes, em 1648, com 68 votos contra 67, Carlos I foi declarado culpado de traição. Foi executado no palácio de Whitehall em 1649. Após a restauração da monarquia, a maioria dos juízes que votaram para a pena de morte também foram executados.

## Consequências
Estima-se que 15% da população tenha morrido durante a guerra, a maioria de enfermidades e doenças. A Inglaterra se tornou o único país sem monarca. Um governo republicano liderou a Inglaterra e depois todas as Ilhas Britânicas de 1649 a 1653, e de 1659 a 1660. Entre os dois períodos, Oliver Cromwell consolidou sua ditadura militar. 
Depois da morte de Cromwell, o seu filho, Richard Cromwell, tentou governar de modo absoluto ou autocrático à imagem do seu pai, mas foi deposto por um golpe tramado pelo Parlamento. Pouco depois, a monarquia foi restaurada sob Carlos II. A Inglaterra transformou-se numa monarquia parlamentar.